# Kościół im. Jana Chrzciciela w Świętochłowicach
Kościół im. Jana Chrzciciela – kościół ewangelicki parafii świętochłowickiej, znajdujący się w Centrum, dzielnicy Świętochłowic przy ul.Katowickiej.

## Budowa
Pierwsze nabożeństwa odbywały się w dawnej szkole przy dzisiejszej ul. Wyzwolenia (budynek nie zachował się do dziś). W latach 1900–1901, na nieruchomości podarowanej przez księcia von Donnersmarck, trwała budowa kościoła według projektu Memmingera z Merseburga (wykupionego od gminy Köben,) a dostosowanego do górnośląskich warunków przez  Nixdorfa z Tarnowskich Gór. Książę Donnersmarck chciał, aby nowy kościół był zwrócony frontem do Dyrekcji Kopalń i Hut Donnersmarcków. Od zawiązania się komitetu budowlanego do poświęcenia budowli minęły niespełna 3 lata. Aktu poświęcenia neogotyckiego kościoła pod wezwaniem Jana Chrzciciela dokonał  generalny superintendent ks. Nehmic w asyście superintendenta ks. Bojanowskiego i ks. Argo, a wydarzenie to miało miejsce dnia 1 grudnia 1901 roku.  W 1904 roku wybudowano plebanię i rozpoczęto starania o założenie cmentarza.  Za sprawą ks. Schwenckera 1 maja 1910 poświęcono teren przy ul. Szpitalnej z przeznaczeniem pod cmentarz. Kilka miesięcy później na mocy decyzji konsystorza wrocławskiego parafia w Świętochłowicach stała się samodzielną jednostką.  W tym czasie organizowano tutaj nabożeństwa w języku polskim jak i niemieckim; zainicjowano powstanie blisko 10 związków i stowarzyszeń, wydawano pismo ewangelickie „Kirche und Heimat”.
Przy kościele działały organizacje polskie: Oddział Towarzystwa Polskich Ewangelików, Stowarzyszenie Niewiast oraz Związek Młodzieży.
Kościół znajduje się na placu, który nosi nazwę księdza Raabego (pastora związanego przez lata z tą parafią).

## Architektura
Kościół jest budowlą ceglaną, w stylu neogotyckim, ma strzelistą wieżę z przylegającymi do niej czterema maleńkimi wieżyczkami. Wnętrze jest skromne: drewniany ołtarz i ambona, okna zdobią secesyjne witraże.